# 文化活動監察機構
文化活動監察機構（ぶんかかつどうかんさつきこう、Inspecção Geral das Actividades Culturais）は、ポルトガル政府・文化省が設置している公的倫理審査団体。略称・IGAC。
コンピュータゲーム及び映像作品のレイティングを実施している。

## レイティング表示
コンピュータゲームの審査についてはPan European Game Information（PEGI）が行っている場合、PEGIのレイティングがほぼそのまま適用される。但し、IGACがPEGIとの間でイギリスの全英映像等級審査機構（BBFC）とPEGIの間で結ばれているような審査権限移譲を行っている訳ではない。
PEGIのレイティング中「3+」と「7+」は、ポルトガル国内ではIGACの区分に合わせてそれぞれ「4+」「6+」に置き換えて使用される。
| 表示 | 説明 |
| ---- | --- |
| A    | 子供のため部分的に適した。映倫またはACBの「G」・BBFCの「U」に相当。 |
| M/3  | 3歳以上対象。視聴時間が短く平易に理解が可能で、視聴者に恐怖感や幻惑感を与えないもの。映倫またはACBの「G」・BBFCの「U」に相当。 |
| M/6  | 6歳以上対象。M/4よりもやや教育的要素が強いもの。映倫の「PG12」・BBFCまたはACBの「PG」に相当。 |
| M/12 | 12歳以上対象・保護者同伴推奨。M/4-6よりも視聴時間が長く、複雑なストーリー性を有し内容によっては視聴者に心的外傷を与えるおそれがあるもの。映倫の「PG12」・BBFCの「12A」・ACBの「M」に相当。                                                   |
| M/14 | 14歳以上対象・保護者同伴推奨映倫の「PG12」または「R15+」・BBFCの「12A」または「15」・ACBの「M」または「MA15+」に相当。 |
| M/16 | 16歳以上対象・保護者同伴推奨。M/12よりも暗喩的な性表現や直接的な暴力表現が多いもの。映倫の「R15+」・BBFCの「15」・ACBの「MA15+」に相当。 |
| M/18 | 18歳以上のみ対象。露骨な性表現や過激な、或いは猟奇的な暴力表現が中心のもの。対象年齢に達しない者の視聴（販売・譲渡・貸与・映写）や視聴機会の提供が禁じられる。映倫の「R18+」・BBFCの「18」または「R18」・ACBの「R18+」または「X18+」に相当。 |